# Peñalén (Navarra)

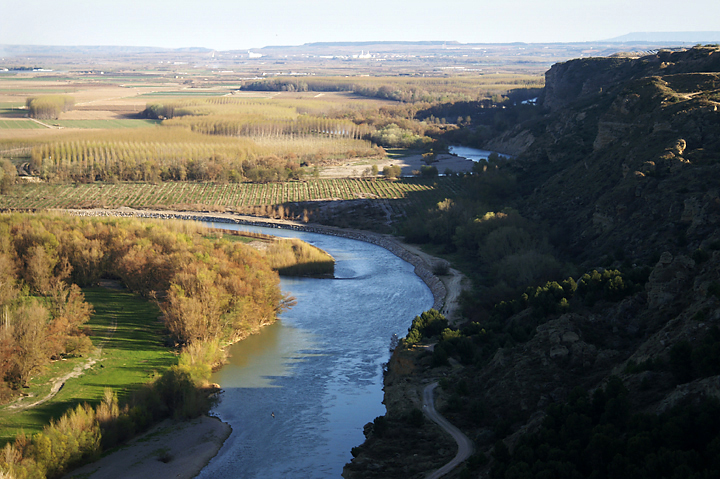
El río Aragón visto desde lo alto del barranco de Peñalén.

Peñalén es un antiguo lugar que actualmente está dentro del término del municipio español de Funes, en la Comunidad Foral de Navarra. Está situado a medio camino entre Funes, al norte, y Milagro, al sur.

## Geografía
Se corresponde con un espolón rocoso-arcilloso de 400 m s. n. m. que deja un precipicio de unos 100 metros de altura, a cuyos pies se encuentra la confluencia entre el río Aragón y el río Arga.

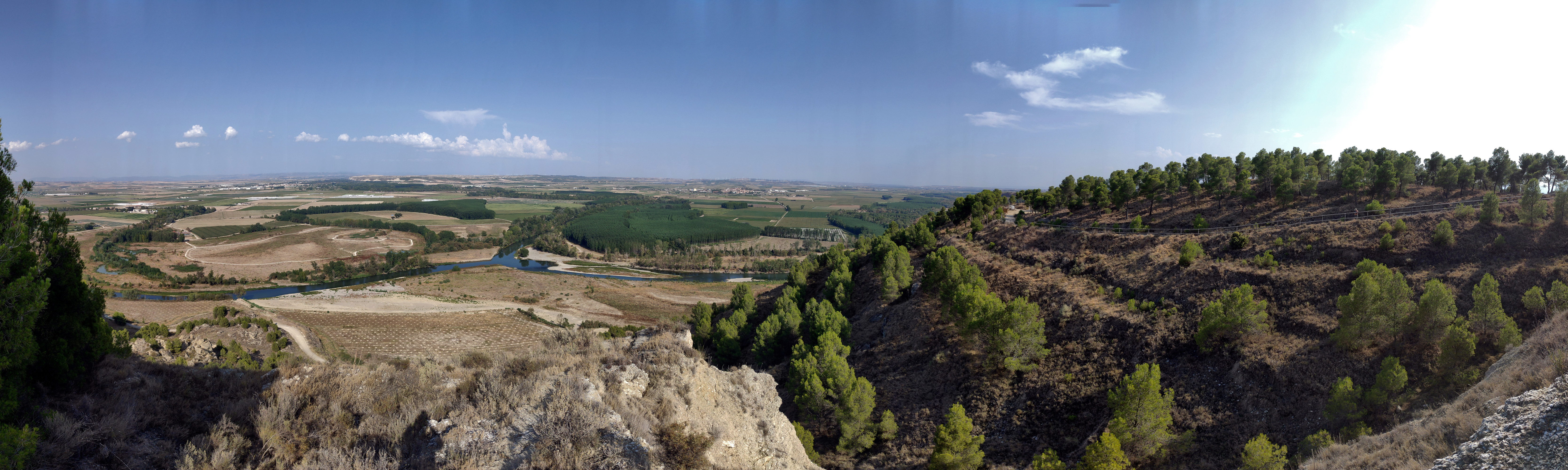
Panorámica desde Peñalén de la confluencia del río Arga (por la izquierda) en el río Aragón (por la derecha) que continúa pocos kilómetros más hasta desembocar el río Ebro. Al fondo, en la parte central, Villafranca.

## Historia
Es famoso en la Historia de Navarra por ser el lugar del magnicidio del rey Sancho Garcés IV de Pamplona a manos de sus hermanos Ramón y Ermesinda, que lo empujó el 4 de junio de 1076 por dicho precipicio cuando estaban de cacería. Parece ser y todo apunta a que fue trasladado hacia un precipicio existente en esta localidad con diversos engaños. Fue despeñado en ese lugar en una conspiración en la que participaron tanto su hermano Ramón como miembros de la alta aristocracia navarra. Alfonso VI, primo de la víctima, aprovechó la situación de caos para apoderarse de parte de los territorios correspondientes a Álava, Vizcaya y La Rioja. Ante estos hechos, los «barones» pamploneses, excluyendo a sus hijos García y Sancho, consideró apropiado someterse al vasallaje del rey de Aragón Sancho Ramírez, efectuando así la unión de los dos reinos durante los 80 años siguientes hasta la vuelta de García Ramírez IV (1134-1150), nieto de Sancho Garcés IV.

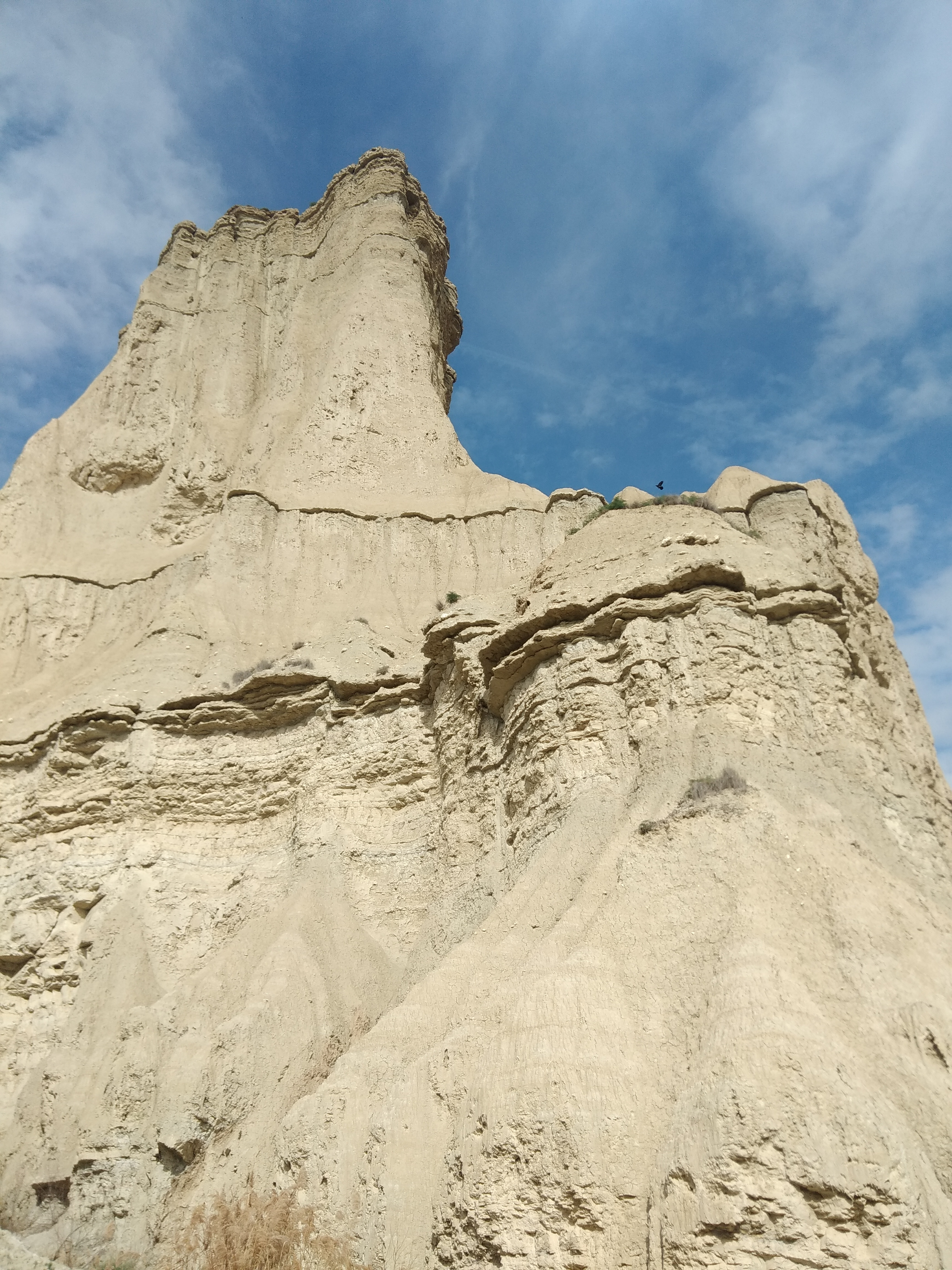
Barranco de Peñalén, al pie del río Aragón, donde supuestamente fue asesinado del rey de Pamplona Sancho Garcés IV

En Peñalén existía (al menos en la fecha en que consta la primera documentación, 1084) un poblado cuya iglesia perteneció a la Abadía de Montearagón, al menos durante los casi dos siglos. Dicha abadía estuvo situada en la Fortaleza-monasterio de Montearagón, en las proximidades de Huesca. Según informa la Gran enciclopedia de Navarra, «desde 1331 comenzó a denominarse Villanueva. Contaba en 1366 con 5 fuegos, todos hidalgos. Se despobló a mediados del siglo XV.»
Con la nueva dinastía pamplonesa restaurada, la villa de Peñalén pasó en el siglo XII a gobernarse bajo el fuero de Calahorra. No queda ningún vestigio de la antigua Peñalén en la actualidad, pero siguiendo al historiador Altadill se puede deducir que estuvo bajo el precipicio llamado con su nombre, junto a la ribera del Arga, y que en aquellos tiempos era puerto fluvial que recibía tráfico desde Zaragoza y Tortosa.
En el siglo XIV lo que era Peñalén fue sustituido por Villafranca, parece que a resultas del traslado de la aldea a un lugar más seguro tras ser arrasada por una crecida del río o por epidemia de peste bubónica.[cita requerida] Así lo confirma la crónica del Príncipe de Viana que identifica los dos topónimos. En el posterior devenir histórico sabemos que Villafranca se asoció a Marcilla para fortificarse en Peralta y resistir allí a la invasión de los reyes castellanos, que consiguieron en 1378 la rendición de Funes.